# かすがいシティバス

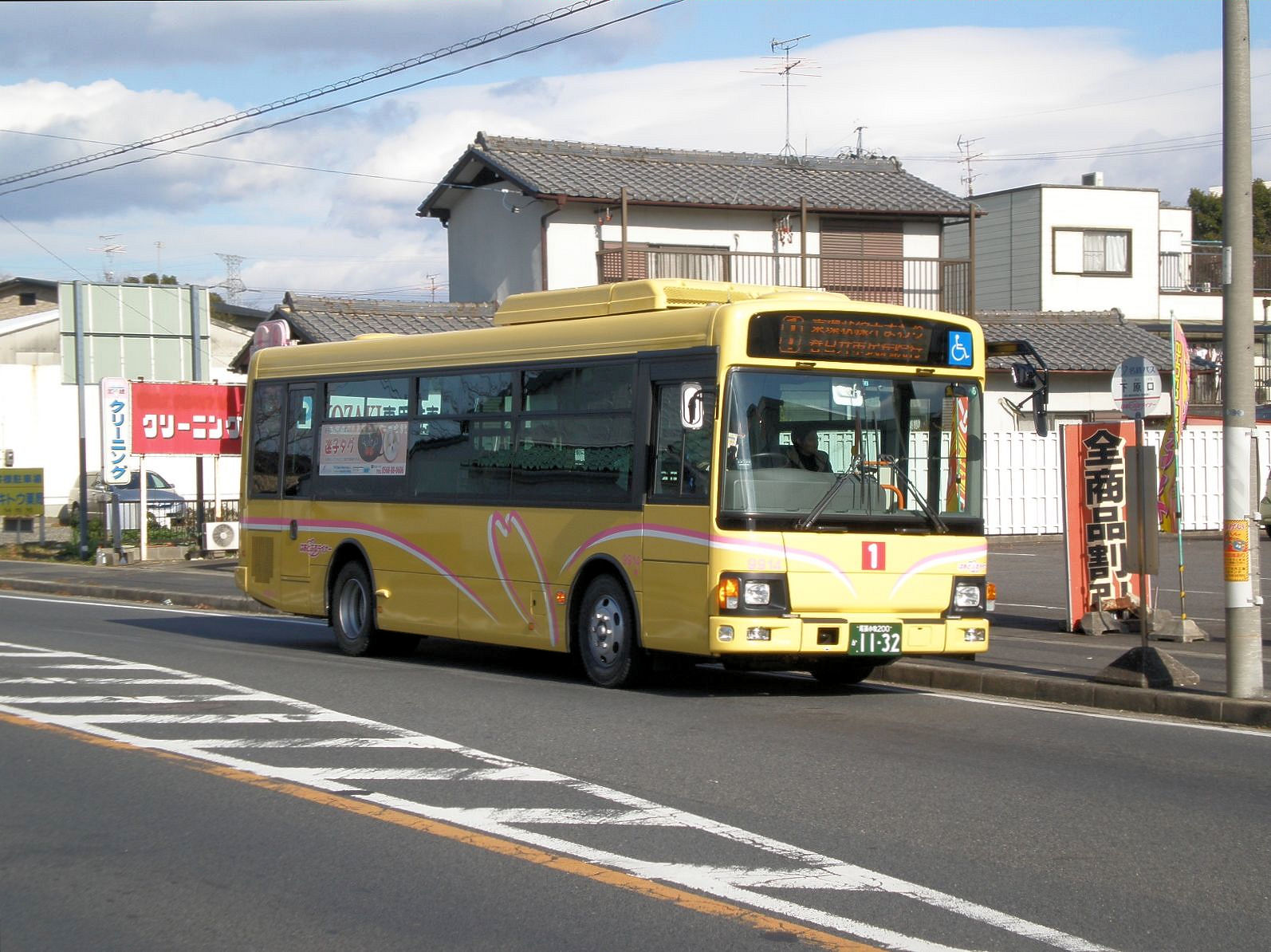
かすがいシティバスの車両
（中型車、現行色）

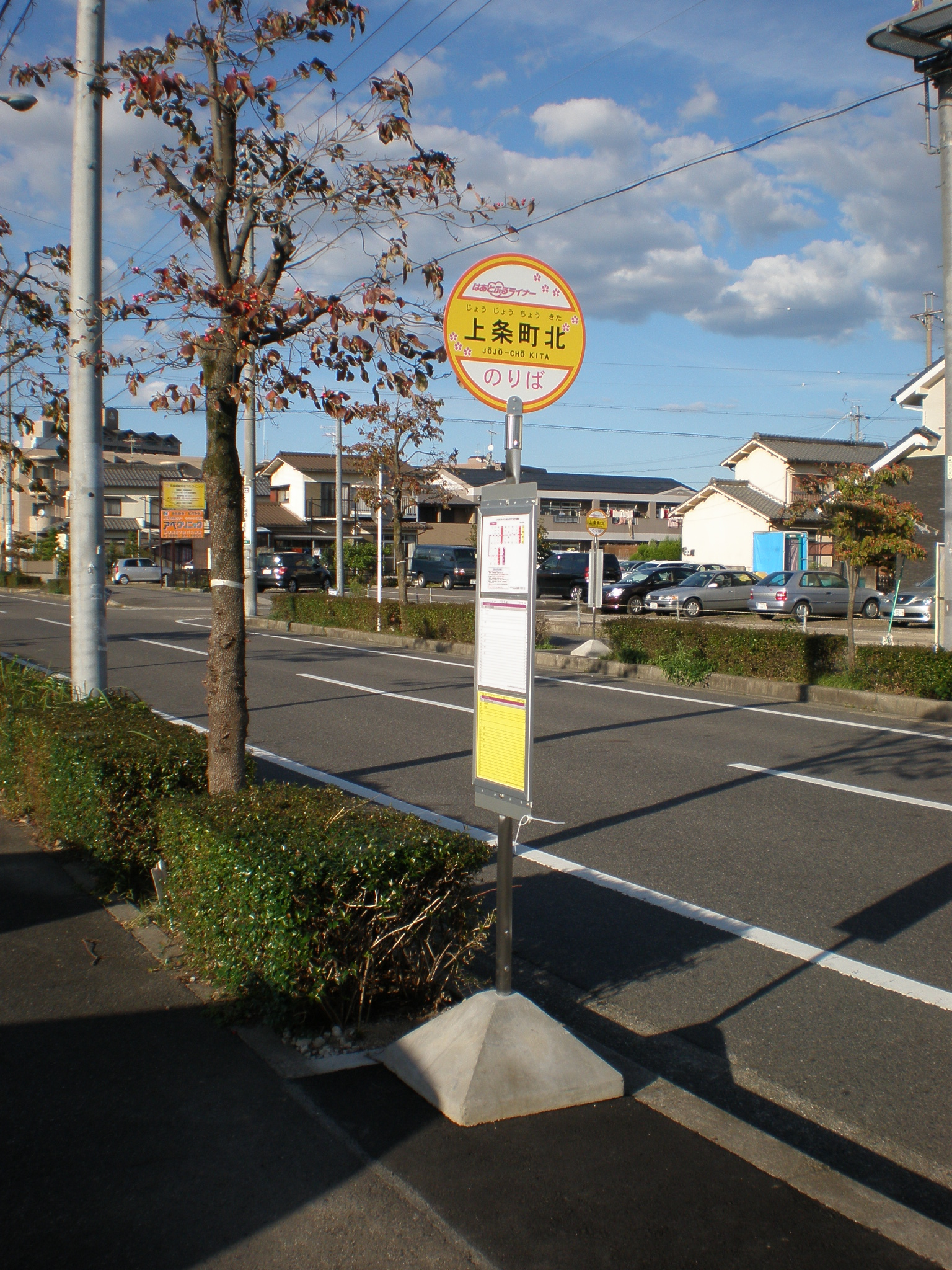
かすがいシティバスのバス停ポール
（上条町北バス停）

かすがいシティバスは、愛知県春日井市が運行するコミュニティバスである。愛称は「はあとふるライナー」。2002年11月運行開始。運行主体は春日井市、運行委託先は名鉄バス（春日井営業所が担当）。
本項では、春日井市が運行するデマンド型交通「北部オンデマンドバス」についても記述する。また過去に春日井市内で運行されていたコミュニティバスについても触れる。

## かすがいシティバス

### 概要
春日井市の市内バス事業の見直しにより運行開始された。いずれの路線も市内の公共施設や病院などを巡る。
運行路線は開始当初は3種類7路線あったが、2009年（平成21年）10月1日に大幅に見直され、方面別4路線となった。その際に車両デザインも見直され、それ以前のピンク基調から黄色基調へ変更された。車種は中型バスと小型バスを使用する。以前は1ドア小型バスも運行されていたが、中型バスに置き換えられた。
春日井まつりの際は、まつりに関係ない乗車を含め全便無料となる。またこの日はかすがいシティバスの一部停留所のみに停まる臨時便が多数出る。
年末年始（12月29日 - 1月3日）を除き、毎日運行する。

### 沿革
- 2002年（平成14年）11月30日 - かすがいシティバス運行開始。
- 2006年（平成18年）11月19日 - 施設連絡線の車両が、全車バリアフリー対応となる。
- 2009年（平成21年）10月1日 - 路線を大幅見直し。車両デザインを変更、全線で専用車両による運行へ変更。
- 2011年（平成23年）2月11日 - manacaを運用開始。
- 2014年（平成26年）10月1日 - 一部経路変更とバス停新設。
- 2019年（平成31年）
  - 3月20日 - 以下の内容で実証実験を開始。
    - 1日乗車券を大人400円、小学生・高齢者・運転免許自主返納者カード保持者・マタニティーカード保持者200円とする。
    - 実証実験期間中、小人の適用範囲を中学生までとする。

  - 4月7日 - 実証実験を終了。
- 2021年（令和3年）10月1日 - ダイヤ改正[3]。
  - 東環状線を東北部線と東南部線へ分割。
  - 北部線を廃止、代替として「北部オンデマンドバス」を運行開始。

### 運賃・乗車券類
運賃支払いには、manacaおよびTOICAが利用できる。
2020年8月現在での運賃は以下のとおり。
- 大人：200円
- 小学生：100円
- 高齢者（75歳以上の高齢者カード所持者）：100円
- 運転免許自主返納者カード保持者：100円
- 未就学児、障害者と付添人1人：無料
- 回数券（100円券11枚綴り）：1,000円
- 1日乗車券 - 
  - 大人：500円
  - 小学生、高齢者、運転免許自主返納者カード保持者、マタニティーカード保持者：300円
  - 1日乗車券はバス車内、名鉄バス春日井営業所、春日井市役所9階都市政策課・春日井市民病院売店、清水屋春日井店・名鉄バス高蔵寺インフォメーションで販売。

### 路線
2021年10月現在での路線は以下のとおり。全路線が春日井市役所と春日井市民病院を経由する。
東北部線
- 高蔵寺駅 - 春日井市民病院 - 春日井市役所 - 春日井駅 - 春日井市民病院

東南部線
- 春日井市民病院 - 春日井市役所 - 春日井駅 - 神領駅 - 高蔵寺駅

西環状線
- 勝川駅 - 春日井市役所 - 春日井市民病院 - 勝川駅

南部線
- 勝川駅 - 道風記念館 - 春日井駅南口 - 春日井市役所 - 春日井市民病院

## 北部オンデマンドバス
北部オンデマンドバス（ほくぶオンデマンドバス）は、春日井市が運行するデマンド型交通。愛称は「ハートフルライナーミニ」。
2021年（令和3年）10月1日の路線再編により、かすがいシティバス北部線が廃止され、その代替として「北部オンデマンドバス」が運行開始された。

### 運行内容
牛山地区において運行され、当地区と春日井市役所と春日井市民病院を結ぶ。
小型車両を用いて人口密集地への乗り入れをするとともに、AIオンデマンドシステムによる効率的な配車をしている。電話受付またはインターネット受付により、設定したバス停から乗車できる。

## 過去のコミュニティバス
- 地域コミュニティバス「かっちぃ」
  - 春日井市商店街連合会が運行主体となり、2008年（平成20年）12月22日に運行開始[9]。あおい交通小牧営業所にへ運行委託していた[9]。2010年（平成22年）1月廃止。